# جاك فينل
جاك فينل (بالإنجليزية: Jack Fennell)‏ هو لاعب دوري الرغبي بريطاني، ولد في 6 مايو 1933 في Pontefract ‏ في المملكة المتحدة، وتوفي في 3 يناير 2019.